# Harmoniska Sällskapet, Göteborg
Harmoniska sällskapet var ett i Göteborg 1809 stiftat sällskap med ändamål att utföra såväl vokal- som instrumentalmusik. Sällskapet framträdde offentligt och spelade en viktig roll inom sin samtids musikliv i Göteborg. 
Sällskapets verksamhet avstannade under 1850-talet, varför Måndagssångöfvningssällskapet bildades av Johanna Kobb, Fröjda Levisson och Elise Sirenius under Jeanette Åkermans ledning. Sällskapet var ovanligt då det stadgade att styrelsens sammansättning skulle bestå av två kvinnor och tre män. Måndagssångöfvningssällskapet stadgade krav på att alla medlemmar i sällskapet skulle vara aktiva, och tog över många medlemmar från Harmoniska sällskapet. När detta sällskap förenades med Harmoniska sällskapet år 1857, återupptog Harmoniska sällskapet sin verksamhet.